# U-100
O Unterseeboot 100 foi um submarino alemão que atuou durante a Segunda Guerra Mundial .
O U-100 foi um bem sucedido u-boot, tendo conseguido afundar 25 embarcações e danificar outras 5. Foi afundado no dia 17 de Março de 1941 às 03:18 pelos contra-torpedeiros britânicos HMS Walker (D-27) (1918-1945) e HMS Vanoc (H-33) (1916-1945), resultando em 38 mortos e 6 sobreviventes.

## Comandante
| Comandante             | Período                                  |
| ---------------------- | ---------------------------------------- |
| Kptlt. Joachim Schepke | 30 de Maio de 1940 - 17 de Março de 1941 |

## Carreira

### Subordinação
| Período                                   | Flotilha                  |
| ----------------------------------------- | ------------------------- |
| 30 de Maio de 1940 - 1 de Agosto de 1940  | 7. Unterseebootsflottille |
| 1 de Agosto de 1940 - 17 de Março de 1941 | 7. Unterseebootsflottille |

### Patrulhas

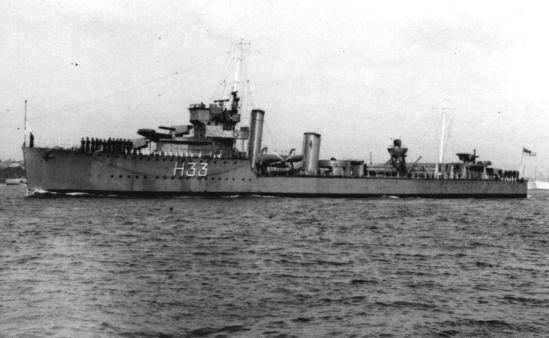
HMS Vanoc (H-33) que participou no afundamento do U-100.

|       | Comandante             | Partida                | Partida | Chegada                | Chegada  | Dias     | Toneladas |
| ----- | ---------------------- | ---------------------- | ------- | ---------------------- | -------- | -------- | --------- |
| 1     | Kptlt. Joachim Schepke | 9 de Agosto de 1940    | Kiel    | 1 de Setembro de 1940  | Lorient  | 24 dias  | 31 310    |
| 2     | Kptlt. Joachim Schepke | 11 de Setembro de 1940 | Lorient | 25 de Setembro de 1940 | Lorient  | 15 dias  | 50 340    |
| 3     | Kptlt. Joachim Schepke | 12 de Outubro de 1940  | Lorient | 23 de Outubro de 1940  | Lorient  | 12 dias  | 31 631    |
| 4     | Kptlt. Joachim Schepke | 7 de Novembro de 1940  | Lorient | 27 de Novembro de 1940 | Lorient  | 21 dias  | 24 601    |
| 5     | Kptlt. Joachim Schepke | 2 de Dezembro de 1940  | Lorient | 1 de Janeiro de 1941   | Kiel     | 31 dias  | 17 166    |
| 6     | Kptlt. Joachim Schepke | 9 de Março de 1941     | Kiel    | 17 de Março de 1941    | Afundado | 9 dias   |           |
| Total | Total                  | Total                  | Total   | Total                  | Total    | 112 dias | 155 048 t |

### Sucessos
- 25 navios afundados, num total de 135,614 GRT
- 4 navios danificados, num total de 17,229 GRT
- 1 navio com perda total de 2,205 GRT

| Data        | Comandante      | Nome da Embarcação      | Toneladas | Nacionalidade |
| ----------- | --------------- | ----------------------- | --------- | ------------- |
| 16 Ago 1940 | Joachim Schepke | Empire Merchant         | 4 864     | Reino Unido   |
| 25 Ago 1940 | Joachim Schepke | Jamaica Pioneer         | 5 471     | Reino Unido   |
| 29 Ago 1940 | Joachim Schepke | Alida Gorthon           | 2 373     | Suécia        |
| 29 Ago 1940 | Joachim Schepke | Astra II                | 2 393     | Reino Unido   |
| 29 Ago 1940 | Joachim Schepke | Dalblair                | 4 608     | Reino Unido   |
| 29 Ago 1940 | Joachim Schepke | Empire Moose            | 6 103     | Reino Unido   |
| 29 Ago 1940 | Joachim Schepke | Hartismere (danificado) | 5,498     | Reino Unido   |
| 21 Set 1940 | Joachim Schepke | Canonesa                | 8 286     | Reino Unido   |
| 21 Set 1940 | Joachim Schepke | Dalcairn                | 4 608     | Reino Unido   |
| 21 Set 1940 | Joachim Schepke | Torinia                 | 10 364    | Reino Unido   |
| 22 Set 1940 | Joachim Schepke | Empire Airman           | 6 586     | Reino Unido   |
| 22 Set 1940 | Joachim Schepke | Frederick S. Fales      | 10 525    | Reino Unido   |
| 22 Set 1940 | Joachim Schepke | Scholar                 | 3 940     | Reino Unido   |
| 22 Set 1940 | Joachim Schepke | Simla                   | 6 031     | Noruega       |
| 18 Out 1940 | Joachim Schepke | Boekelo (danificado)    | 2 118     | Países Baixos |
| 18 Out 1940 | Joachim Schepke | Shekatika (danificado)  | 5 458     | Reino Unido   |
| 19 Out 1940 | Joachim Schepke | Blairspey (danificado)  | 4 155     | Reino Unido   |
| 20 Out 1940 | Joachim Schepke | Caprella                | 8 230     | Reino Unido   |
| 20 Out 1940 | Joachim Schepke | Loch Lomond             | 5 452     | Reino Unido   |
| 20 Out 1940 | Joachim Schepke | Sitala                  | 6 218     | Reino Unido   |
| 23 Nov 1940 | Joachim Schepke | Bradfyne                | 4 740     | Reino Unido   |
| 23 Nov 1940 | Joachim Schepke | Bruse (t.)              | 2 205     | Noruega       |
| 23 Nov 1940 | Joachim Schepke | Bussum                  | 3 636     | Países Baixos |
| 23 Nov 1940 | Joachim Schepke | Justitia                | 4 562     | Reino Unido   |
| 23 Nov 1940 | Joachim Schepke | Leise Mærsk             | 3 136     | Reino Unido   |
| 23 Nov 1940 | Joachim Schepke | Ootmarsum               | 3 628     | Reino Unido   |
| 23 Nov 1940 | Joachim Schepke | Salonica                | 2 694     | Noruega       |
| 14 Dez 1940 | Joachim Schepke | Euphorbia               | 3 380     | Reino Unido   |
| 14 Dez 1940 | Joachim Schepke | Kyleglen                | 3 670     | Reino Unido   |
| 18 Dez 1940 | Joachim Schepke | Napier Star             | 10 116    | Reino Unido   |
| Total       | Total           | Total                   | 155 048   |               |